# Lautaro Island
Lautaro Island är en ö i Antarktis. Den är belägen i havet utanför Västantarktis. Argentina, Chile och Storbritannien gör anspråk på området.